# Cheloctonus jonesii
Espèce
Cheloctonus jonesii est une espèce de scorpions de la famille des Hormuridae.

## Distribution
Cette espèce se rencontre en Afrique du Sud, au Lesotho et au Mozambique.
Sa présence est incertaine au Botswana et en Eswatini.

## Description

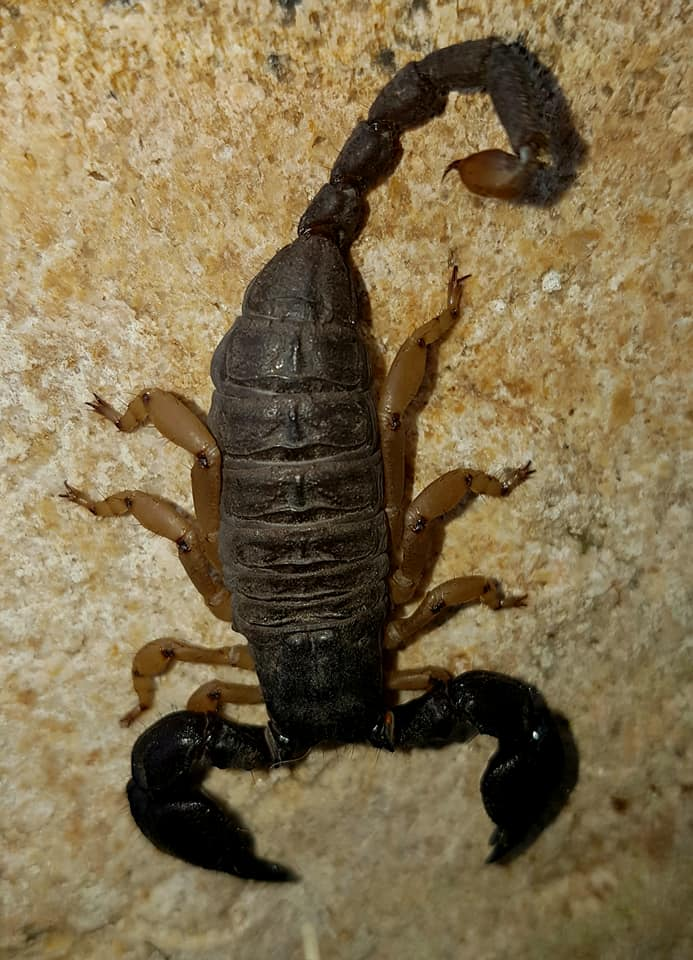
Cheloctonus jonesii

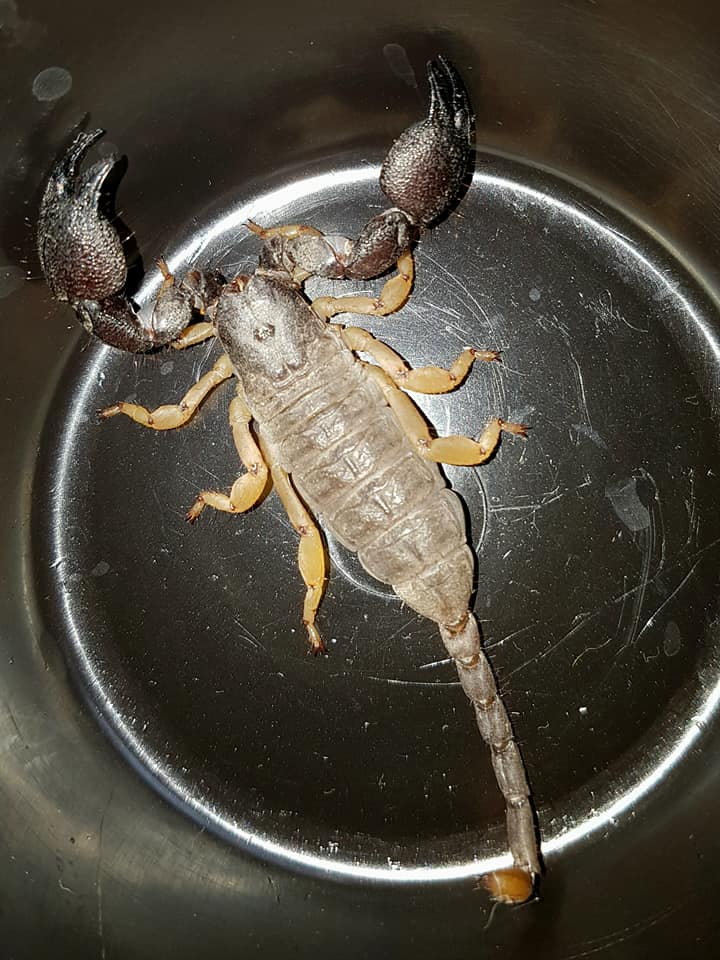
Cheloctonus jonesii

Le mâle holotype mesure 75 mm.

## Liste des sous-espèces
Selon The Scorpion Files (16/06/2020) :
- Cheloctonus jonesii jonesii Pocock, 1892
- Cheloctonus jonesii sculpturatus Hewitt, 1914

## Étymologie
Cette espèce est nommée en l'honneur de C. R. Jones.

## Publications originales
- Pocock, 1892 : Descriptions of two new genera of scorpions, with notes upon some species of Palamnaeus. Annals and Magazine of Natural History, sér. 6, vol. 9, p. 38–49 (texte intégral).
- Hewitt, 1914 : Descriptions of new Arachnida from South Africa. Records of the Albany Museum, vol. 3, no 1, p. 1-37.